# 贞祐之乱
贞祐之乱或成吉思汗三路攻金之战，是指金宣宗贞祐二年（1214年），河北、山东和山西在蒙古侵略战争中经济文化遭受严重破坏的重要事变。1214年，蒙古骑兵大举伐金，攻破河北、山东、山西90余州。蒙古军进行了大规模屠杀和掠夺，导致空前惨烈的浩劫。绝大部分城镇均被焚毁，河北、山东得以幸存的只有少数几座城池，包括真定、大名、东平、徐州、邳州、海州等。金迁都汴京，金中都被围一年后被蒙古军队攻陷，城池遭受毁坏。

## 过程
1213年起，成吉思汗佯攻居庸關，實則分兵奪佔紫荊關，並配合遼人於遼東反金，蒙兵兵分三路，大舉犯境金國河南、河北、山西甚至遼東、山東，掠奪頗豐，逼迫金宣宗奉獻出「500童男500處女」祈降，並遷都至河南開封。
蒙金邊堡塞之戰後，成吉思汗率部在金朝境北，休養整訓一年，於金至寧元年七月，再度南下攻金，克宣德府（今河北宣化）、拔德興府（今河北涿鹿）。成吉思汗進軍至懷來（今河北懷來東南）、縉山（今北京延慶），大敗金右丞完顏綱、元帥右都監朮虎高琪軍，乘直抵居庸北口（今北京八達嶺）。金軍恃居庸天險，冶鐵封固關門，布鐵蒺藜百餘里，守以精銳將卒。
成吉思汗深知由此入關，難以奏效，乃避實擊虛，只以少部兵力在北口牽制，自率主力經飛孤（今河北淶源），東出紫荊關（今易縣西北）。金廷偵知，急遣朮虎高琪阻截，於五回嶺（今河北易縣西晉冀交界處）被木華黎擊敗。蒙古軍乘勢東進，攻克易州（今河北易縣）、涿州（今屬河北）。另遣哲別走小路襲取居庸南口，時契丹將論魯不兒亦獻北口降，哲別與可忒薄剎南北夾擊取居庸，蒙古軍進圍中都。
八月，金廷發生宮廷政變，衛王完顏永濟被胡殺虎弒殺，完顏珣被胡殺虎擁立為帝（即金宣宗），盡撤沿邊諸軍至中都。成吉思汗鑑於中都城池堅固，難以速下，又知金內地兵力空虛，遂分三道，橫掃兩河、山東、遼西等地。
十月，以三子朮赤、察合台、窩闊台將右軍；自易州循太行山東麓南下，破遂、保（今河北徐水西、保定）、定州（今屬河北）、中山、邢、洺、磁（今正定、邢台、永年東、磁縣）、相、衛、懷、孟（今河南安陽、汲縣、沁陽、孟縣南）等州；至黃河北岸又繞太行山西路北行，大掠澤、潞、遼、沁、平陽（今山西晉城、長治、左權、沁縣、臨汾）、太原、吉、隰、代（今吉縣、隰縣、代縣）、忻（今屬山西）等州而還。
左路軍由弟弟哈撒兒及斡陳那顏等將之。循海東進，取薊州（今天津薊縣）、乎州（今河北盧龍）、遼西走廊諸郡而還。

## 結局
中路軍由成吉思汗、拖雷及木華黎將之，取雄、霸、莫、安、河間、滄、景、獻、深、祁、蠡、冀（今河北雄縣、霸縣、任丘、安新西南、河間、滄州東南、獻縣、束鹿東、安國、蠡縣、冀縣）、濮、開、滑（今河南鄄城北、濮陽、滑縣東）、恩、博、濟、濱、棣、淄、濰、登、萊、沂（今山東平原西、聊城、濟寧、利津西、惠民、淄博西南、濰坊、蓬萊、掖縣、臨沂）、泰安、濟南、益都（今均屬山東）等郡。共破90餘郡，兩河、山東、遼西數千里，人民盡遭塗炭。三道兵還，會至中都城下，逼迫金宣宗奉獻完顏永濟之女岐國公主和金帛、馬匹後，成吉思汗率軍北還。
贞祐之乱以后，华北地区经济文化长期陷于落后状态之中。